# Championnats de France de natation 2001
Les Championnats de France de natation en grand bassin 2001 se sont déroulés du 30 avril au 6 mai 2001 à Chamalières.

## Podiums

### Hommes
| Discipline           | Or                                                                                | Temps          | Argent                                                                       | Temps          | Bronze                                                                                  | Temps         |
| Nage libre           |                                                                                   |                |                                                                              |                |                                                                                         |               |
| 50 m                 | Julien Sicot CS Clichy 92                                                         | 22 s 85        | Frédérick Bousquet CN Antibes                                                | 23 s 23        | Romain Barnier CN Antibes                                                               | 23 s 27       |
| 100 m                | Romain Barnier CN Antibes                                                         | 50 s 03        | Nicolas Kintz AC Boulogne-Billancourt                                        | 50 s 63        | Frédérick Bousquet CN Antibes                                                           | 50 s 77       |
| 200 m                | Nicolas Kintz AC Boulogne-Billancourt                                             | 1 min 51 s 34  | Emmanuel Devreau Dunkerque Natation                                          | 1 min 51 s 74  | Guy-Noël Schmitt ASPTT Strasbourg                                                       | 1 min 51 s 98 |
| 400 m                | Sylvain Cros CS Clichy 92                                                         | 3 min 53 s 62  | Nicolas Rostoucher Mulhouse ON                                               | 3 min 54 s 19  | Walter Monberge Dauphins Toulouse OEC                                                   | 3 min 55 s 26 |
| 1500 m               | Nicolas Rostoucher Mulhouse ON                                                    | 15 min 14 s 65 | Guy-Noël Schmitt ASPTT Strasbourg                                            | 15 min 25 s 74 | Sylvain Cros CS Clichy 92                                                               | 15 min 25 77  |
| Dos                  |                                                                                   |                |                                                                              |                |                                                                                         |               |
| 100 m                | Pierre Roger SN Le Lude                                                           | 56 s 10        | Simon Dufour Montpellier ANUC                                                | 56 s 66        | Dimitri Sauvage CS Clichy 92                                                            | 57 s 78       |
| 200 m                | Simon Dufour Montpellier ANUC                                                     | 2 min 0 s 53   | Pierre Roger SN Le Lude                                                      | 2 min 3 s 62   | Bruno Rodon SO Millau N                                                                 | 2 min 3 s 99  |
| Brasse               |                                                                                   |                |                                                                              |                |                                                                                         |               |
| 100 m                | Hugues Duboscq CN Le Havre                                                        | 1 min 2 s 90   | Stéphan Perrot CS Clichy 92                                                  | 1 min 3 s 11   | Jean-Christophe Sarnin Alliance Dijon Nat.                                              | 1 min 3 s 36  |
| 200 m                | Yohan Bernard CN Cannes                                                           | 2 min 15 s 04  | Jean-Christophe Sarnin Alliance Dijon Nat.                                   | 2 min 16 s 04  | Stéphan Perrot CS Clichy 92                                                             | 2 min 16 s 65 |
| Papillon             |                                                                                   |                |                                                                              |                |                                                                                         |               |
| 100 m                | Franck Esposito CN Antibes                                                        | 52 s 59        | Sébastien Lequeux Lyon Nat.                                                  | 54 s 71        | Ludovic Depickère Dauphins Wattrelos                                                    | 55 s 06       |
| 200 m                | Franck Esposito CN Antibes                                                        | 1 min 56 s 07  | David Abrard CN Melun-Dammarie                                               | 1 min 59 s 87  | Yann De Fabrique AC Boulogne-Billancourt                                                | 2 min 2 s 89  |
| 4 nages              |                                                                                   |                |                                                                              |                |                                                                                         |               |
| 200 m                | Xavier Marchand Dauphins Toulouse OEC                                             | 2 min 03 s 64  | Olivier Saminadin CN Calédoniens                                             | 2 min 05 s 82  | Aurélien Coq Lyon Nat.                                                                  | 2 min 06 s 90 |
| 400 m                | Nicolas Rostoucher Mulhouse ON                                                    | 4 min 19 s 72  | Pierre Henri CN Brest                                                        | 4 min 24 s 63  | Olivier Saminadin CN Calédoniens                                                        | 4 min 28 s 11 |
| Relais               |                                                                                   |                |                                                                              |                |                                                                                         |               |
| 4 × 100 m nage libre | CN Antibes Lionel Moreau Frédérick Bousquet Morgan Lhermitte Romain Barnier       | 3 min 24 s 02  | CS Clichy 92 Davy Teinturier Franck Schott Christophe Marchand Julien Sicot  | 3 min 24 s 96  | Dauphins Toulouse OEC Sven Becquet Frédéric Dutilleux Xavier Marchand Franck Southon    | 3 min 27 s 69 |
| 4 × 200 m nage libre | Dauphins Toulouse OEC Walter Monberge Sven Becquet Franck Southon Xavier Marchand | 7 min 34 s 61  | CN Antibes Romain Barnier Morgan Lhermitte Benoît Boutibonnes Quentin Lahana | 7 min 34 s 62  | Montpellier ANUC Simon Dufour Lionel Rouan Jean-Yves Faure Alexandre Daoust             | 7 min 39 s 08 |
| 4 × 100 m 4 nages    | CN Antibes Romain Barnier Lionel Moreau Franck Esposito Frédérick Bousquet        | 3 min 44 s 65  | CS Clichy 92 Dimitri Sauvage Stéphan Perrot Franck Schott Julien Sicot       | 3 min 46 s 52  | Dauphins Toulouse OEC Franck Southon Guillaume Ycard Xavier Marchand Frédéric Dutilleux | 3 min 48 s 56 |

### Femmes
| Discipline           | Or                                                                                                   | Temps         | Argent                                                                                            | Temps         | Bronze                                                                              | Temps         |
| Nage libre           | |               |                                                                                                   |               |                                                                                     |               |
| 50 m                 | Malia Metella USLM Pacoussines-Cayenne                                                               | 26 s 39       | Anne-Françoise Glatre CN Lamballe                                                                 | 26 s 64       | Astrid Laine SPN Poitiers                                                           | 26 s 72       |
| 100 m                | Solenne Figuès de Sainte-Marie Dauphins Toulouse OEC                                                 | 56 s 27       | Magali Monchaux Dauphins Toulouse OEC                                                             | 57 s 32       | Katarin Quelennec CN Brest                                                          | 57 s 77       |
| 200 m                | Alicia Bozon EN Tours                                                                                | 2 min 00 s 70 | Solenne Figuès de Sainte-Marie Dauphins Toulouse OEC                                              | 2 min 01 s 58 | Laetitia Choux Dauphins Toulouse OEC                                                | 2 min 3 s 03  |
| 400 m                | Alicia Bozon EN Tours                                                                                | 4 min 12 s 06 | Solenne Figuès de Sainte-Marie Dauphins Toulouse OEC                                              | 4 min 14 s 10 | Céline Cartiaux Amiens Métropole Nat.                                               | 4 min 20 s 07 |
| 800 m                | Marion Perrotin Mulhouse ON                                                                          | 8 min 46 s 80 | Céline Cartiaux Amiens Métropole Nat.                                                             | 8 min 51 s 32 | Laura Blomme CN Melun-Dammarie                                                      | 8 min 53 s 45 |
| Dos                  | |               |                                                                                                   |               |                                                                                     |               |
| 100 m                | Roxana Maracineanu Mulhouse ON                                                                       | 1 min 02 s 51 | Laure Manaudou Ambérieu Nat.                                                                      | 1 min 04 s 45 | Fanny Leclercq EP Manosque                                                          | 1 min 04 s 88 |
| 200 m                | Roxana Maracineanu Mulhouse ON                                                                       | 2 min 14 s 41 | Marion Bragard-Houel CN Melun-Dammarie                                                            | 2 min 15 s 97 | Laure Manaudou Ambérieu Nat.                                                        | 2 min 18 s 06 |
| Brasse               | |               |                                                                                                   |               |                                                                                     |               |
| 100 m                | Delphine Leprest CN Melun-Dammarie                                                                   | 1 min 10 s 88 | Anne-Sophie Le Paranthoën CS Clichy 92                                                            | 1 min 11 s 30 | Anne Amardeilh CN Brest                                                             | 1 min 11 s 69 |
| 200 m                | Marjorie Distel CN Melun-Dammarie                                                                    | 2 min 34 s 33 | Karine Bremond Istres Sport Nat.                                                                  | 2 min 34 s 73 | Anne Amardeilh CN Brest                                                             | 2 min 35 s 11 |
| Papillon             | |               |                                                                                                   |               |                                                                                     |               |
| 100 m                | Malia Metella USLM Pacoussines-Cayenne                                                               | 1 min 1 s 79  | Diane Bui Duyet CN Calédoniens                                                                    | 1 min 2 s 11  | Aurore Mongel Mulhouse ON                                                           | 1 min 2 s 27  |
| 200 m                | Marion Perrotin Mulhouse ON                                                                          | 2 min 15 s 84 | Laura Blomme CN Melun-Dammarie                                                                    | 2 min 15 s 95 | Sophie Gosse CN Melun-Dammarie                                                      | 2 min 16 s 26 |
| 4 nages              | |               |                                                                                                   |               |                                                                                     |               |
| 200 m                | Sophie de Ronchi EP Manosque                                                                         | 2 min 17 s 23 | Marjorie Distel CN Melun-Dammarie                                                                 | 2 min 19 s 48 | Roxana Maracineanu Mulhouse ON                                                      | 2 min 19 s 86 |
| 400 m                | Marjorie Distel CN Melun-Dammarie                                                                    | 4 min 50 s 98 | Céline Cartiaux Amiens Métropole Nat.                                                             | 4 min 54 s 85 | Marion Perrotin Mulhouse ON                                                         | 4 min 54 s 91 |
| Relais               | |               |                                                                                                   |               |                                                                                     |               |
| 4 × 100 m nage libre | Dauphins Toulouse OEC Solenne Figuès de Sainte-Marie Laetitia Choux Angéla Tavernier Magali Monchaux | 3 min 50 s 86 | EN Tours Emmanuelle Bescheron Vanessa Darnois Céline Page Sabourin Alicia Bozon                   | 3 min 54 s 44 | CN Melun-Dammarie Émilie Ramia Marie Desbois Laura Blomme Julia Reggyany            | 3 min 56 s 36 |
| 4 × 200 m nage libre | Dauphins Toulouse OEC Angéla Tavernier Laetitia Choux Flora Lamotte Solenne Figuès de Sainte-Marie   | 8 min 15 s 05 | EN Tours Vanessa Darnois Emmanuelle Bescheron Céline Page Sabourin Alicia Bozon                   | 8 min 18 s 75 | CN Melun-Dammarie Hanna Lorgeril-Scherba Laura Blomme Marie Desbois Julia Reggyany  | 8 min 32 s 13 |
| 4 × 100 m 4 nages    | CN Melun-Dammarie Marion Bragard Delphine Leprest Sophie Gosse Julia Reggyany                        | 4 min 18 s 18 | Dauphins Toulouse OEC Magali Monchaux Fanny Massanet Karine Bilski Solenne Figuès de Sainte-Marie | 4 min 20 s 07 | CN Brest Marianne Le Verge Anne Amardeilh Christelle Menez Katarin Quelennec-Lorzil | 4 min 21 s 73 |

Notes
1. ↑  devancé par l'Algérien Salim Iles (Racing club de France) en 22 s 66 s et par le Néerlandais Pieter van den Hoogenband en 22 s 85
2. ↑  devancé par le Néerlandais Pieter van den Hoogenband en 49 s 56 et par l'Algérien Salim Iles (Racing club de France) en 49 s 65 .
3. ↑   devancé par le Néerlandais Pieter van den Hoogenband en 1 min 47 s 77.
4. ↑   devancé par le Néerlandais Pieter van den Hoogenband en 3 min 51 s 03.
5. ↑  devancé par le Néerlandais Klass Erik Zwering en 56 s 70
6. ↑  devancé par le Néerlandais Klass Erik Zwering en 2 min 1 s 49
7. ↑  devancé par le Néerlandais Joris Keizer en 53 s 78
8. ↑  devancée par la Biélorusse Hanna Lorgeril-Scherba (CN Melun-Dammarie) en 57 s 75.
9. ↑  devancée par la Biélorusse Nathalia Baranovskaya en 4 min 19 s 28.
10. ↑  devancée par la Roumaine Béatrice Caslaru (CN Chalon-sur-Saône) en 1 min 10 s 55.
11. ↑  devancée par la Roumaine Béatrice Caslaru (CN Chalon-sur-Saône) en 2 min 26 s 38.
12. ↑  devancée par la Roumaine Béatrice Caslaru (CN Chalon-sur-Saône) en 2 min 13 s 87.